# Писмо нерођеном детету (књига)
Писмо нерођеном детету : сведочанство побуњене жене (итал. Lettera a un bambino mai nato) роман је италијанске новинарке, писца и политичког интервјуисте Ориане Фалачи (итал. Oriana Fallaci). Књига је објављена 1975. године, на хрватски језик преведена и публикована 1977. године. На српски језик је преведена и публикована 2013. године у издању Магелан Преса.

## О књизи
Писмо нерођеном детету је књига која кроз дирљив и искрен дијалог мајке с нерођеним дететом, из пера талијанске новинарке и књижевнице Ориане Фалачи, већ деценијама одушевљава генерације читаоца широм света. Када се појавила седамдесетих година продрмала је свет својом тематиком, али данас је актуелнија него икада - својом истинољубивошћу, својим карактером и борбом за слободу мисли.
Из угла једне храбре жене преиспитују се суштинска питања морала, индивидуалности и одговорности. У исповедном тексту ауторка проговара о свим битним питањима нашег живљења ─ слободи, љубави, рођењу и смрти.
Оријана Фалачи књигу посвећује свим женама, што и наводи као посвету на почетку књиге:
Онима који се не боје сумље

онима које пред себе постављају многа зашто

неуморно и по цену

да пате и умру

Онима који се двоуме

поклонити ли живот или га негиарти

ову књигу

једна жена 

посвећује

свим женама